# Hi Score Girl
Hi Score Girl (яп. ハイスコアガール, Hai Sukoa Gāru, інколи High Score Girl) — японська манґа, написана і проілюстрована Ошікірі Ренсуке. Манґа випускалася компанією Square Enix у журналі Monthly Big Gangan з 25 жовтня 2010 до 25 вересня 2018 року.
Дії сюжету розгортаються довкола життя гравців в аркадні ігри Яґучі Харуота та Оно Акіра  і змін їх обох впродовж часу. Манґа відома як романтична комедія про аркадні ігри 1990-их років, відзначається своїм унікальним графічним стилем і точним до деталей зображенням масового ігрового програмного та апаратного забезпечення і навіть масової культури того періоду часу.
Аніме-адаптація від компанії J.C.Staff транслювалася з липня до вересня 2018 року.

## Сюжет
Дії починаються у 1991 році. Яґучі Харуо — учень 6-го класу молодшої школи, який має низькі оцінки, недуже гарну зовнішність і невисоку популярність серед однолітків. Проте, здається, що усе це його не хвилює, оскільки єдиним захопленням хлопця є ігри, яким він намагається присвятити увесь свій вільний час. Завдяки наполегливості він став гарним гравцем і навіть вважав себе найкращим гравцем ігрових центрів, доки одного дня не зустрічається з Оно Акірою, яка перемагає його у грі Street Fighter II.

## Персонажі

### Головні герої
Яґучі Харуо (яп. 矢口 春雄, Yaguchi Haruo)
Сейю: Амасакі Хохей
Хлопець, який має проблеми у багатьох аспектах свого життя: він нерозумний, неатлетичний, недуже гарний. Єдине, що у нього є — божевільна кількість навичок гравця. Він вважає себе найкращим гравцем аркадних залів, «Звіриними пальцями Харуо», до тих пір, доки не зустрічається у фатальному для нього поєдинку за грою у Street Fighter II з Оно Акірою. Невдоволений власною поразкою, він шукає змогу одного дня кинути їй виклик і перемогти Акіру, вважаючи її своєю суперницею. Його любов до ігор майже межує з нездоровою одержимістю. З іншого боку, ця чиста пристрасть до ігор — те, що зрештою дає йому змогу знайти найближчих друзів.
Оно Акіра (яп. 大野 晶, Ōno Akira)
Сейю: Судзушіро Саюмі
Акіра — дочка власника великої компанії з родини Оно, багата, популярна і талановита — повна протилежність Харуо. Втім, у спробі втекти від суворого режиму навчання, з яким вона стикається вдома, Акіра часто приходить в ігрові центри, де демонструє виняткові ігрові навички. Вперше зустрічається з Харуо під час гри в Street Fighter II і з тих пір їх пов'язує спільна любов до ігор. Вона ніколи не розмовляє, спілкується лише жестами і за допомогою міміки.
Хідака Кохару (яп. 日高 小春, Hidaka Koharu)
Сейю: Хіросе Юкі
Дівчина, яка ходила з Харуо в один клас в середній школі. Відвідує старшу школу для дівчат разом з Онідзукою. Спочатку була інтровертною дівчинкою, яка проводила більшість свого часу навчаючись на самоті, однак пізніше вона дещо соціалізувалася і зацікавилася іграми після спілкування з Харуо і грою з ним за новим ігровим автоматом Neo Geo MVS, який був встановлений біля магазину її родини. У неї гарні природні інстинкти, які стали в пригоді при грі у файтинги і які допомогли їй стати гарним гравцем та зрештою суперником Харуо у спробі привернути увагу останнього.

### Інші персонажі
Яґучі Маміе
Сейю: Арай Сатомі
Матір Харуо. Енергійна жінка, яка турбується про Харуо, будучи матір'ю-одиначкою. Незважаючи на це, вона дуже підтримує свого сина, допомагаючи часто у дивний, але люблячий спосіб. Коли хтось відвідує Харуо, вона завжди пропонує її особливе частування «Гарячі пиріжки прямо з манґи».
Джіія
Сейю: Чьо
Водій Акіри. Добрий чоловік похилого віку, який завжди турбується про інтереси Акіри. Має залежність від ігрових автоматів пачінко і погану звичку збивати Харуо сімейним лімузином.
Оно Макото
Сейю: Акасакі Чінацу
Старша сестра Акіри.
Ґода Моемі
Сейю: Іто Шідзука
Сувора вчителька Оно вдома. Намагаючись виховати Акіру ідеальною і гідною спадкоємицею Оно, вона абсолютно проти всякого роду веселощів у домі Оно.
Доі Ґента
Сейю: Дайкі Ямашіта
Однокласник Харуо у класі 6-2 і у старшій школі. Пихатий хлопець, який намагається виглядати культурним і вихованим. Робив спроби залицятися до Акіри, які провалилися. У старшій школі починає спілкуватися з Харуо і Міяо.
Онідзука Чіхіро
Сейю: Мідо Даріа
Дівчина, яка ходила з Харуо у початкову і середню школи, пізніше ходить у старшу школу для дівчат разом з Хідакою. Має дещо карикатурну зовнішність і грубу поведінку, хоча, здається, сама вона про це не підозрює.
Нумата
Сейю: Накамура Юічі
Викладач у середній школі, де навчався Харуо. Нуматі також подобаються відеоігри. Він схожий на Лау Чана з Virtua Fighter.
Міяо Котаро
Сейю: Окіцу Кадзуюкі
Однокласник і друг Харуо у середній та старшій школах. Йому також подобаються аркади, хоча і не такою мірою як Харуо. Також Міяо популярний серед дівчат.
Нікотама Феліція
Сейю: Ідзава Шіорі
Нікотама — дочка власника аркад і голова групи гравців «Mizonokuchi Force», які діють у місті Кавасакі. Бере Кохару під своє крило, помітивши здібності останньої.
Ґайл
Сейю: Ясумото Хірокі
Зангієв
Сейю: Міяке Кента

## Манґа
Манґа випускалася компанією Square Enix у журналі Monthly Big Gangan з 25 жовтня 2010 до 25 вересня 2018 року.

### Список томів
Список томів манґи відповідно до даних сайту Anime News Network:
| № | Дата виходу    | ISBN                   |
| - | -------------- | ---------------------- |
| 1 | 25 лютого 2012 | ISBN 978-4-7575-3512-1 |
| 2 | 25 червня 2012 | ISBN 978-4-7575-3642-5 |
| 3 | 25 грудня 2012 | ISBN 978-4-7575-3841-2 |
| 4 | 25 червня 2013 | ISBN 978-4-7575-3956-3 |
| 5 | 25 грудня 2013 | ISBN 978-4-7575-4188-7 |
| 6 | 25 липня 2016  | ISBN 978-4-7575-4188-7 |

## Аніме
Журнал Monthly Big Gangan анонсував вихід аніме-адаптації у грудні 2013 року. У березні 2018 року був підтверджений вихід телевізійного аніме-серіалу від компанії J.C.Staff. Аніме транслювалося в Японії з 13 липня до 28 вересня 2018 року у телевізійних мережах BS11, Tokyo MX та MBS. Режисер — Ямакава Йошікі, сценарист — Урахата Тацухіко, дизайн персонажів — Кувабата Мічіру, музика — Шімомура Йоко. Опенінг виконаний музичним колективом «Sora Tob Sakana». Компанія Netflix транслювала аніме англійською мовою з 24 грудня 2018 року.
Також було анонсовано, що серіал отримає 3 OVA-епізоди під назвою Extra Stage, які вийдуть 20 березня 2019 року. Вони будуть також транслюватися компанією Netflix.

### Список епізодів
Список епізодів аніме відповідно до даних сайту cal.syoboi.jp:
| №  | Назва епізоду | Дата виходу     |
| -- | ------------- | --------------- |
| 1  | ROUND 1       | 13 липня 2018   |
| 2  | ROUND 2       | 20 липня 2018   |
| 3  | ROUND 3       | 27 липня 2018   |
| 4  | ROUND 4       | 3 серпня 2018   |
| 5  | ROUND 5       | 10 серпня 2018  |
| 6  | ROUND 6       | 17 серпня 2018  |
| 7  | ROUND 7       | 24 серпня 2018  |
| 8  | ROUND 8       | 31 серпня 2018  |
| 9  | ROUND 9       | 7 вересня 2018  |
| 10 | ROUND 10      | 14 вересня 2018 |
| 11 | ROUND 11      | 21 вересня 2018 |
| 12 | ROUND 12      | 28 вересня 2018 |

## Сприйняття
У 2013 році манґа потрапила на друге місце в рейтингу з 20 найкращих манґ для чоловіків у збірнику Kono Manga ga Sugoi! від компанії Takarajimasha. Також вона посіла 6-те місце під час номінації на нагороду для манґ Manga Taishō і 17-те місце під час номінації на Культурну премію імені Осаму Тедзукі. Під час номінації на 2013 Comic Natalie Grand Prize манґа посіла 9-те місце.
Станом на 30 грудня 2012 року, було продано 59 016 копій 3-го тому і, станом на 7 липня 2013 року, було продано 103 734 копії 4-го тому.

## Правові питання
5 серпня 2014 року міська поліція Осаки обшукала офіси компанії Square Enix, видавця Hi Score Girl, через повідомлення про порушення права інтелектуальної власності від компанії SNK Playmore, яка стверджувала, що ця манґа містить більш ніж 100 персонажів з ігор The King of Fighters, Samurai Shodown і інших файтингів. У відповідь Square Enix добровільно відкликала усі надруковані томи і тимчасово призупинила публікацію наступних томів та цифрові продажі. Втім, манґа продовжувала виходити в журналі Monthly Big Gangan.
У серпні 2015 року повідомлялося, що Square Enix і SNK Playmore дійшли згоди, що відкликало позов останньої і дозволило відновити продажі манґи у різних форматах.